# Формиат марганца
Формиат марганца — неорганическое соединение,
соль марганца и муравьиной кислоты с формулой Mn(HCO2)2,
кристаллы,
растворяется в воде,
образует кристаллогидраты.

## Физические свойства
Формиат марганца образует кристаллы.
Растворяется в воде.
Образует кристаллогидраты состава Mn(HCO2)2•n H2O, где n = 2 и 4.